# Tommy
Tommy es una película británica de 1975, es la adaptación cinematográfica de la ópera rock de The Who homónima, dirigida por el director inglés Ken Russell. Además de la banda integrada por Pete Townshend, John Entwistle, Roger Daltrey (que interpreta a Tommy) y Keith Moon, participan en algunos números musicales Tina Turner (La Reina del Ácido), Elton John (Pinball Wizard) y Eric Clapton (El Predicador). También actúan Jack Nicholson, Ann Margret, Oliver Reed y Robert Powell. La cinta fue presentada en el Festival de Cannes de 1975 fuera de competición.

## Sinopsis
En el prólogo, ambientado en 1945, un montaje muestra la luna de miel del Capitán Walker y su esposa, Nora. Después de que termina su licencia, Walker se va a luchar en la Segunda Guerra Mundial como piloto de bombardero , pero es derribado durante una misión. El "Capitán Walker" figura como desaparecido en acción y se presume muerto, aunque, sin que su familia lo sepa, Walker gravemente quemado todavía está vivo. De vuelta en Inglaterra, Nora se pone de parto y da a luz a un hijo, Tommy. Cinco años después, Nora ha comenzado una nueva relación con Frank, un trabajador que ella y Tommy conocen en vacaciones. Tommy admira a su "tío" Frank, quien expresa sus deseos de dirigir su propio campamento de vacaciones algún día. En la década de 1950, Nora y Frank sueñan con su futuro, pero, tarde esa noche, el Capitán Walker que regresa sorprende a la pareja en la cama, lo que lleva a una lucha en la que Frank mata al Capitán, todo esto frente a los ojos de Tommy. Frank y Nora intentan convencerlo de que no vio ni escucho nada, ni tampoco dirá nada al respecto. El calor del momento lleva a Tommy a una psicodelia, donde exteriormente parece "sordo, mudo y ciego". Más tarde, en una fiesta navideña, Nora está angustiada porque Tommy "no sabe qué día es" ("Navidad").
Con el tiempo, Nora y Frank hacen varios intentos infructuosos de sacar al ahora mayor Tommy de su estado y colocarlo con algunas niñeras cuestionables. Se vuelven cada vez más letárgicos por la falta de efecto y dejan a Tommy parado frente al espejo una noche, lo que le permite alejarse. Sigue una visión de sí mismo hasta una máquina de pinball de depósito de chatarra . Frank y los medios reconocen a Tommy como un prodigio del pinball, lo que se vuelve aún más impresionante con su estado de discapacidad sensorial. Durante un juego de campeonato, Tommy se enfrenta al "Mago del pinball" con The Who como banda de acompañamiento. Nora ve la victoria televisada de su hijo y celebra su (y ella) éxito y lujo, pero descubre que no puede disfrutarlo por completo debido a la condición extrema de Tommy.
Frank encuentra un especialista para Tommy, quien concluye que el estado de Tommy se desencadena emocionalmente en lugar de físicamente y explica que la única esperanza es que Tommy siga enfrentándose a su reflejo. Nora, cada vez más frustrada, arroja rápidamente a Tommy a través del espejo ("¡Rompe el espejo!"), Lo que hace que recupere la plena conciencia y huya momentáneamente. Tommy revela que sus experiencias lo han transformado y decide que quiere transformar el mundo.
Tommy realiza giras de conferencias que se asemejan a espectáculos de glam-rock góspel y difunde un mensaje de iluminación en ala delta, ganando amigos y seguidores donde quiera que vaya. Tommy y Nora y Frank, más ilustrados y eufóricos, dan la bienvenida a los conversos a su casa, que rápidamente se llena de gente para acomodar a todos. Tommy abre una extensión para su campus religioso.
Los conversos, confundidos por las extrañas prácticas de Tommy y la explotación comercial del complejo por parte de su familia, exigen con ira que Tommy les enseñe algo útil. Tommy lo hace, deliberadamente ensordeciendo, silenciando y cegando a todos, solo para provocar un motín sin darse cuenta. Los seguidores matan a Nora y Frank y destruyen el campamento en un incendio. Tommy encuentra a sus padres entre los escombros y llora antes de escapar a las montañas desde el comienzo de la película. Asciende al mismo pico donde sus padres celebraron su luna de miel, celebrando el sol naciente.

## Reparto
- Roger Daltrey como Tommy Walker.
- Ann-Margret como Nora Walker.
- Oliver Reed como "Uncle" Frank Hobbs.
  - Barry Winch como Tommy, niño.
    - Alison Dowling como voz del pequeño Tommy cantando.
- Elton John como El Pinball Wizard.
- Tina Turner como The Acid Queen.
- Eric Clapton como The Preacher.
- John Entwistle como el mismo.
- Keith Moon como el tío Ernie/El mismo.
- Paul Nicholas como Kevin.
- Jack Nicholson como The Specialist.
- Robert Powell como Group Captain Walker.
- Arthur Brown como The Priest.
- Pete Townshend como el narrador/el mismo.
- Victoria Russell como Sally Simpson.
- Ben Aris como Rev. A. Simpson V. C.
- Mary Holland como Mrs. Simpson
- Ken Russell como Cripple.

## Antecedentes y desarrollo
Ken Rusell tenía ya en mente, guion y todo, hacer un film sobre las falsas religiones, las sectas, etc. Eso unido a su afición a la música clásica, le atrajo mucho la versión orquestada del disco homónimo de los Who, que según Townshend fue decisivo para que se involucrara de lleno en el proyecto, que tras algún paso por alguna major de Hollywood, cuya producción fue a parar a la Robert Stigwood Organization-RSO, fue la verdadera primera ópera rock de la historia del cine (si contar con Hair y El Fantasma del Paraíso, más musicales de Broadway adaptadas al cine).
Desde un primer momento siempre se pensó en Roger Daltrey para el papel principal. Lou Reed se pensó como Acid Queen. Rod Stewart iba a interpretar el papel de Elton John, pero éste lo convenció de que no lo hiciera y tomó el papel él mismo. Sin embargo Pete Townshend asegura, en el especial edición 30 aniversario que era Stevie Wonder el que iba hacer de "Local Lad" CHAMP, -el personaje que compite con TOMMY-, pero su representante a última hora se lo desaconsejó.
La escena con Jack Nicholson tardó 18 horas en filmarse. Se aprovechó su estancia en el Festival de Cannes aquel mismo año para compatibilizar la ocasión con la agenda ocupada del actor norteamericano y rodar la escena en una habitación. Clapton participó en la película como agradecimiento, ya que Townshend lo había ayudado a curar su adicción a las drogas. 
La película se estrenó en un innovador sonido primegenio del actual Dolby 5.1. De hecho el documental del 30 aniversario, da entender que Dolby se aprovechó de todos esos avances y perfeccionó su propio sistema, sobre la base fallida que fue un denominado sonido "quintasound", y en avance al entonces en boga sonido cuadrafónico.

## Premios

### Oscar
| Año  | Categoría                                | Película       | Resultado |
| ---- | ---------------------------------------- | -------------- | --------- |
| 1975 | Oscar a la mejor actriz                  | Ann-Margret    | Candidata |
| 1975 | Oscar a la mejor banda sonora - Adaptada | Pete Townshend | Candidato |

### Globos de oro
| Año  | Categoría                                                     | Película    | Resultado |
| ---- | ------------------------------------------------------------- | ----------- | --------- |
| 1975 | Globo de Oro a la mejor película - Comedia o musical          | Tommy       | Candidata |
| 1975 | Globo de Oro a la mejor actriz - Comedia o musical - Adaptada | Ann-Margret | Ganadora  |